# Pavol Pavlús
Pavol Pavlús (* 22. června 1974 Myjava) je bývalý slovenský fotbalový obránce či záložník. Po skončení hráčské kariéry se věnuje trénování.

## Hráčská kariéra
Na podzim 1992 odehrál 4 utkání v československé nejvyšší soutěži v dresu Spartaku Trnava, aniž by skóroval. Nejvyšší soutěž hrál také na Slovensku, v České republice a Rusku.
Dále hrál za kluby DAC Dunajská Streda (podzim 1998), rakouský ASK Klingenbach (jaro a podzim 2003), ŠK Blava Jaslovské Bohunice (jaro 2004) a poté znovu v Rakousku za Bad Aussee a Bad Goisern.

## Trenérská kariéra
Po skončení hráčké kariéry se věnuje trénování.

## Ligová bilance
| Ročník                                   | Zápasy | Góly | Minuty | Klub                    |
| ---------------------------------------- | ------ | ---- | ------ | ----------------------- |
| 1. československá fotbalová liga 1992/93 | 4      | 0    | 360    | Spartak Trnava          |
| 1. slovenská fotbalová liga 1993/94      | 1      | 0    | –      | Dukla Banská Bystrica   |
| 1. slovenská fotbalová liga 1993/94      | 1      | 0    | –      | Spartak Trnava          |
| 1. slovenská fotbalová liga 1995/96      | 10     | 0    | –      | Spartak Trnava          |
| 1. slovenská fotbalová liga 1996/97      | 1      | 0    | –      | Spartak Trnava          |
| 1. česká fotbalová liga 1996/97          | 12     | 0    | 973    | Slovan Liberec          |
| Mars superliga 1997/98                   | 17     | 1    | –      | Spartak Trnava          |
| Gambrinus liga 1998/99                   | 11     | 0    | 906    | Viktoria Žižkov         |
| Gambrinus liga 1999/00                   | 1      | 0    | 12     | Viktoria Žižkov         |
| Mars superliga 2000/01                   | 20     | 0    | –      | Spartak Trnava          |
| Ruská Premier Liga 2001                  | 10     | 0    | –      | Černomorec Novorossijsk |
| CELKEM 1. ČS. LIGA                       | 4      | 0    | 360    |                         |
| CELKEM 1. LIGA ČR                        | 24     | 0    | 1891   |                         |
| CELKEM 1. LIGA SR                        | 50     | 1    | –      |                         |
| CELKEM 1. RUSKÁ LIGA                     | 10     | 0    | –      |                         |